# Сухоцветка лесная
Сухоцветка лесная, или омалотека лесная (лат. Omalotheca sylvatica), или сушени́ца лесна́я (лат. Gnaphalium sylvaticumbasionym) — травянистое растение, вид рода Сухоцветка (Omalotheca) семейства Астровые (Asteraceae).

## Название
Научное родовое латинское название Omalotheca образовано от корней др.-греч. ομαλός («omalos» или «homalos» — ровный, плоский) и др.-греч. θήκη («teke» — коробка, сундук, ножны; в ботанике — коробочка; плод с крышечкой как у некоторых Myrtaceae; уроночка у мхов; спорангий у папоротников и др.) и дано по уплощенной форме семянок представителей рода. Научный видовой эпитет sylvatica происходит от лат. silvaticus (лесной, дикий/не одомашненный) и дано по преимущественному ареалу произрастания растения на лесистых участках.
Русскоязычное родовое название Сухоцветка дано по быстрому высыханию корзинок растения в состоянии плодоношения. Видовой эпитет лесная является смысловым переводом латинского.

## Ботаническое описание
Многолетнее травянистое растение.

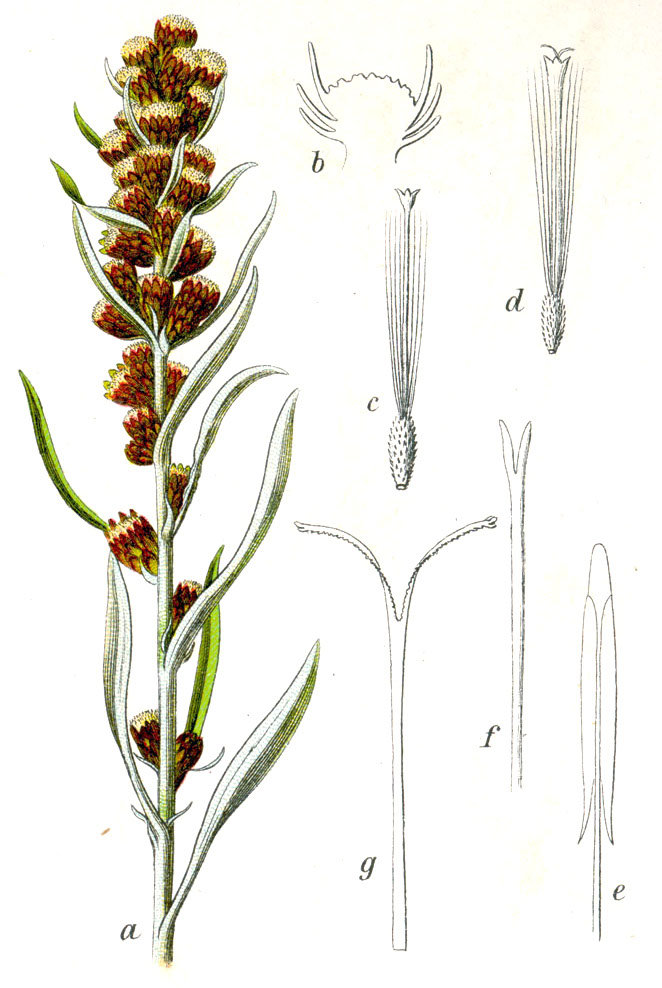

Корневище короткое, чаще всего с черно-бурыми остатками прошлогодних листьев.
Стебли (10)20-60(80) см высотой, преимущественно одиночные, редко немногочисленные, прямостоячие, не ветвистые, беловато- или серовойлочные.
Листья линейные или линейно-ланцетные, заостренные, с верхней стороны зеленые или (реже) серо-зеленые, почти голые или с несколько прижато волосистые. Стеблевые листья полустеблеобъемлющие, постепенно уменьшающиеся кверху. Нижние листья отноcительно более широкие, иногда с оттянутым в черешок основанием.
Корзинки цилиндрические или колокольчатые, 5-7 х 3-5 мм. Расположены в пазухах листьев и собраны на верхушке в более менее компактное, но чаще рыхловатое или расставленное сложное колосовидное соцветие, занимающее половину (иногда более длины всего стебля).
Листочки обертки в числе 20-25, чаще всего четырехрядные, буроватые или соломенные, изредка зеленоватые, пленчатые, почти всегда с выраженным коричневым пятном или полоской. Наружные листочки яйцевидные, по спинке более менее опушенные, в 2-3 раза короче внутренних. В хорошо развитой корзинке около 70 цветков, из них обоеполых только три-несколько. Хохолок из 25-35 тонких белых (прозрачных) волосков, примерно равных венчику по длине и сросшихся в основании в колечко.
Семянка коричневая, продолговато-призматическая, чаще с выраженными гранями, снаружи с короткими оттопыренными беловатыми волосками.

## Распространение и экология
Скандинавия, Центральная и Западная Европа, Средиземноморье, Балканы, Армения, Северная Америка.
На территории России — по всей Европейской части за исключением Крайнего Севера, Кавказ, Западная и Восточная Сибирь, Дальний Восток, Центральноазиатские регионы России.
Произрастает на равнинах и до среднего горного пояса в осветленных лесах на полянах и вырубках. на опушках и в зарослях кустарников, на суходольных лугах и залежах.

## Классификация

### Таксономия[10]
Omalotheca sylvatica (L.) Sch.Bip. & F.W.Schultz, 1861, Arch. Fl. 2: 311
Вид Сухоцветка лесная относится к роду Сухоцветка семейства Астровые (Asteraceae) порядка Астроцветные (Asterales). Кладограмма в соответствии с Системой APG IV по состоянию на июнь 2023 года:
|  |                                      |  |                                   |                                   |                    |  | ещё 10 семейств | ещё 10 семейств |                   |  |  |  | еще 10 подтвержденных и 1 в статусе "непроверенных" видов и инфравидовых таксонов |
|  |                                      |  |                                   |                                   |                    |  | ещё 10 семейств | ещё 10 семейств |                   |  |  |  | еще 10 подтвержденных и 1 в статусе "непроверенных" видов и инфравидовых таксонов |
|  |                                      |  |                                   | порядок Астроцветные              |                    |  |                 |                 | род Сухоцветка    |  |  |  |                                                                                   |
|  |                                      |  |                                   | порядок Астроцветные              |                    |  |                 |                 | род Сухоцветка    |  |  |  |                                                                                   |
|  | отдел Цветковые, или Покрытосеменные |  |                                   |                                   | семейство Астровые |  |                 |                 | Сухоцветка лесная |  |  |  |                                                                                   |
|  | отдел Цветковые, или Покрытосеменные |  |                                   |                                   | семейство Астровые |  |                 |                 |                   |  |  |  |                                                                                   |
|  |                                      |  | ещё 63 порядка цветковых растений | ещё 63 порядка цветковых растений |                    |  |                 | ещё 1787 родов  | ещё 1787 родов    |  |  |  |                                                                                   |
|  |                                      |  |                                   | ещё 63 порядка цветковых растений |                    |  |                 |                 | ещё 1787 родов    |  |  |  |                                                                                   |

## Синонимы
- Cyttarium silvaticum Peterm.
- Dasyanthus fuscus Bubani
- Dasyanthus sylvaticus (L.)  Bubani
- Filago recta Link
- Filago sylvatica Link
- Gamochaeta sylvatica Fourr.
- Gamochaeta sylvatica (L.)  Fourr.
- Gnaphalium alpigenum K.Koch
- Gnaphalium carpetanum Boiss. & Reut. ex Willk. & Lange
- Gnaphalium einseleanum F.W.Schultz
- Gnaphalium fuscatum Schur
- Gnaphalium rectum Sm.
- Gnaphalium sophiae Heldr. ex Boiss.
- Gnaphalium spadiceum Gilib.
- Gnaphalium strictum Moench
- Gnaphalium sylvaticum L. basionym — Сушеница лесная
- Gnaphalium sylvaticum var. macrostachys Ledeb.
- Gnaphalium sylvaticum var. macrostachyum Ledeb.
- Gnaphalium sylvaticum var. rectum DC.
- Gnaphalium sylvaticum var. sylvaticum
- Helichrysum strictum Moench
- Omalotheca alpigena (K.Koch)  Holub
- Omalotheca einseleana (F.W.Schultz)  F.W.Schultz
- Omalotheca sylvatica subsp. carpetana (Willk.)  Rivas Mart.
- Omalotheca sylvatica subsp. sylvatica
- Omalotheca sylvatica var. carpetana (Boiss. & Reut. ex Willk.)  T.Romero Martín & E.Rico
- Synchaeta silvatica (L.)  Kirp.